# William Wright (politiker)

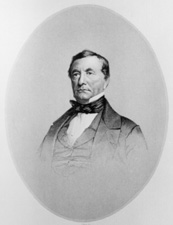
William Wright

William Wright, född 13 november 1794 i Rockland County, New York, död 1 november 1866 i Newark, New Jersey, var en amerikansk politiker. Han representerade delstaten New Jersey i båda kamrarna av USA:s kongress, först i representanthuset 1843-1847 och sedan i senaten 1853-1859 samt från 1863 fram till sin död.
Wright deltog i 1812 års krig. Han flyttade 1821 till Newark och var verksam som sadelmakare. Han var borgmästare i Newark 1840-1843. Han blev 1842 invald i representanthuset som whigpartiets kandidat. Han omvaldes två år senare och förlorade sedan guvernörsvalet i New Jersey 1847 mot demokraten Daniel Haines.
Wright bytte 1850 parti till demokraterna. Han efterträdde 1853 Jacob W. Miller som senator för New Jersey. Han kandiderade till omval efter en mandatperiod i senaten men förlorade mot republikanen John C. Ten Eyck. Wright efterträdde sedan 1863 James Walter Wall som senator. Han avled i ämbetet och hans grav finns på Mount Pleasant Cemetery i Newark.